# JR貨物18E形コンテナ
JR貨物18E形コンテナ（JRかもつ18Eがたコンテナ）は、日本貨物鉄道（JR貨物）が貨物破損対策の試作として2個のみ配備した12ftドライコンテナである。

## 構造
2004年（平成16年）に東急車輛製造 和歌山製作所にて、2個が製造された。
JR貨物がコンテナ輸送中の振動による貨物破損対策として試作したもので、床面が二重構造となりゴム製の防振材が挿入されている。そのため、外部寸法は19D形などとほぼ同一でありながら、内容積は約18 m³と小さい。
18E-1は側面ロックロッドが2本、18E-2は4本となっており、外見上も異なる。

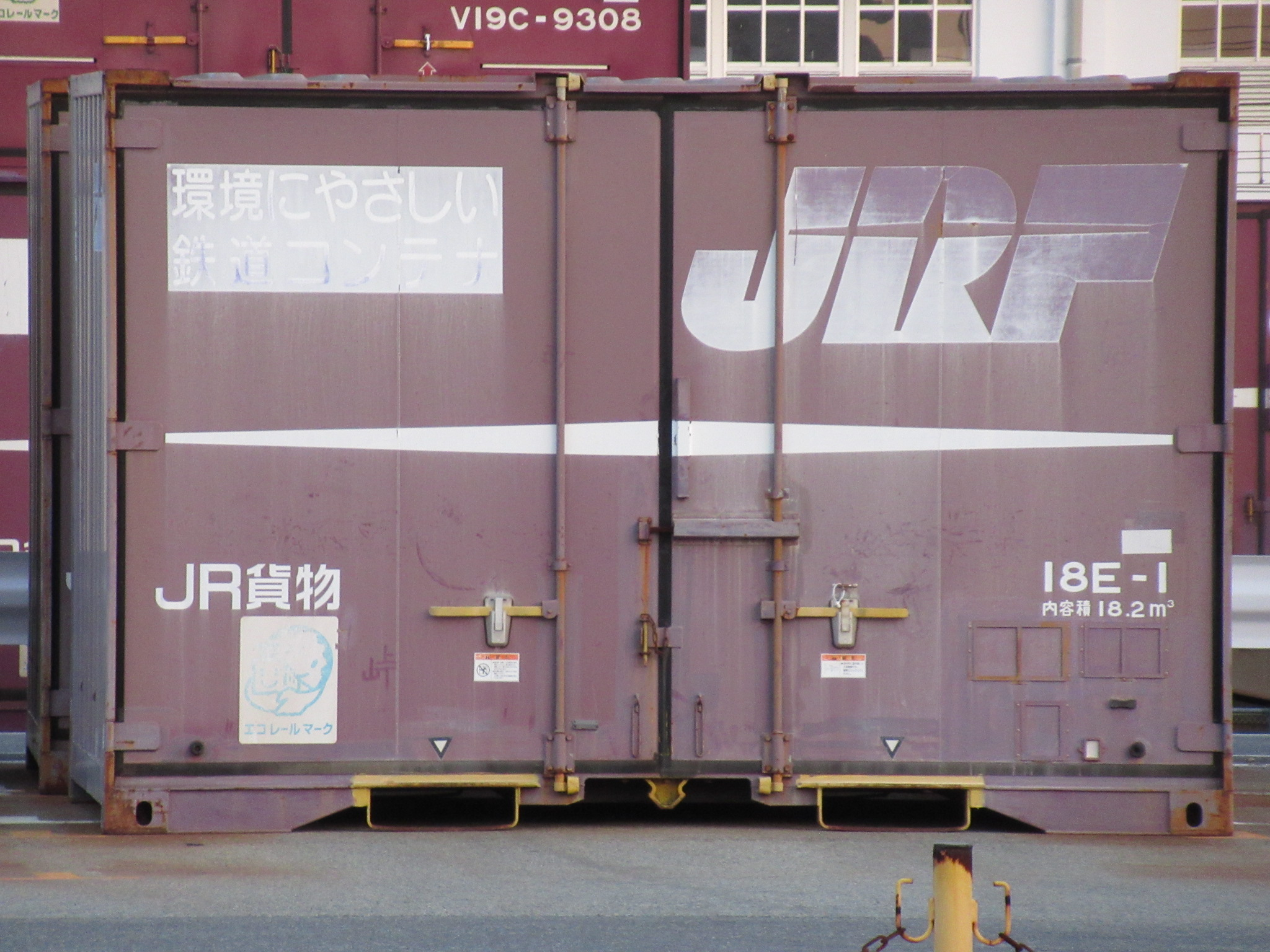
18E-1
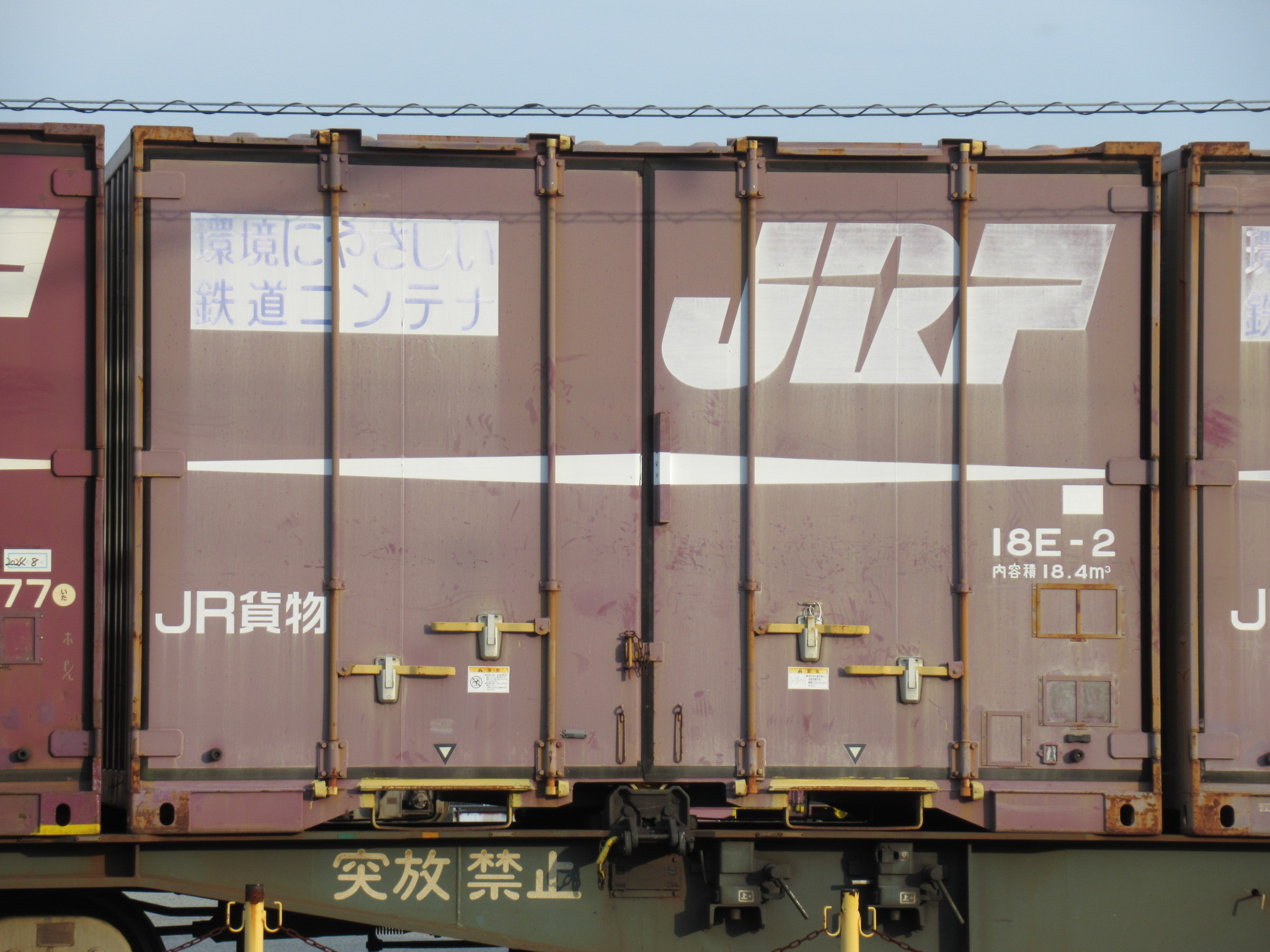
18E-2

## 現状
2023年現在、2個が運用停止中。
長らく百済貨物駅構内東方に留め置かれている状況を目撃されていたのが、インターネット上にて複数報告されていたが、その後(少なくとも2023年頃には)廃棄処分などの可能性を含めた留置場所移動などがあったようで、行方が不明となっていたものの、2024年5月3日に催行された、JR貨物吹田貨物駅でのコンテナ展示会に2個ともに、若干の再塗装補修を受けた形で展示された事を、鉄道系ネットニュースにて写真付きで報道されたことにより、同コンテナの現存が確認された。